# Otto Hahn
Otto Hahn, OBE, (Frankfurt am Main, 8 maart 1879 – Göttingen, 28 juli 1968) was een Duits natuur- en scheikundig hoogleraar te Berlijn. Hij was een pionier op het gebied van de radiochemie. Hahn was de ontdekker van talrijke isotopen, van het protactinium (1917), van het verschijnsel nucleaire isomerie in 'uranium-Z' (1921) en de kernsplijting van uranium (1938), waarvoor hij in 1944 de Nobelprijs voor Scheikunde ontving. Hahn wordt door Glenn T. Seaborg gezien als de vader van de nucleaire chemie.

## Biografie
De in 1879 geboren Hahn was de jongste zoon van Heinrich Hahn (1845-1922), glazenier en ondernemer, en Charlotte Giese Stutzmann (1845-1905). Samen met twee andere broers en een halfbroer uit Charlotte's eerste huwelijk bracht hij zijn vroege jeugd door in bittere armoede. Langzamerhand namen Heinrichs zaken toe en de familie Hahn bereikte uiteindelijk het niveau van de middenklasse.

### Opleiding
Op de middelbare school toonde Hahn al vroeg een interesse voor de wetenschap, waarbij hij rond zijn vijftiende in de waskamer experimenteerde met eenvoudige scheikundige proefjes. Tegen de wens van zijn ouders, die hoopten op een carrière in de architectuur, begon hij in 1897 aan een studie scheikunde aan de universiteit van Marburg. Zijn vierde en vijfde semester bracht hij door bij Adolf von Baeyer op de universiteit van München. In 1901 promoveerde hij in de organische scheikunde.
Na een jaar dienstplicht keerde hij terug naar Marburg, waar hij twee jaar lang werkte als assistent van zijn promotor Theodor Zincke. Om zijn kansen in de Duitse chemische industrie te vergroten, besloot Hahn om een jaar door te brengen in Engeland om zijn Engels op te poetsen en zijn kennis in de scheikunde te vergroten. Via Zincke kreeg hij een onderzoekspositie aangeboden bij William Ramsay in zijn laboratorium aan de University College London.

### Radioactiviteit
Begin jaren 1900 was Ramsay – bekend van de ontdekking van de edelgassen argon, neon, krypton en xenon – geïnteresseerd geraakt in een nieuw onderzoeksgebied, radioactiviteit. Ramsay gaf aan Hahn de opdracht hiernaar onderzoek te verrichten, hoewel hij hier door zijn achtergrond van organische scheikunde geen enkele kennis over had. Volgens Ramsay zou dit een voordeel zijn omdat hij geen vooroordelen had over de verwachtingen.
Uit een monster dat Ramsay uit Ceylon had verkregen isoleerde Hahn enkele milligrammen radium. Hij ontdekte dat de radioactiviteit van het monster groter was dan verwacht en wist vervolgens uit het onzuivere radium een tweede, radioactiever materiaal te isoleren. Hij noemde het radiothorium (228Th) – later geïdentificeerd als een isotoop van thorium dat vervalt in thorium-x. Van eind 1905 tot begin 1906 werkte hij bij Ernest Rutherford aan de McGill-universiteit in het Canadese Montréal. Hier ontdekte hij zijn tweede radioactieve element, radioactinium (227Th), een isotoop van thorium dat vervalt in actinum-x.
In 1906 keerde Hahn terug naar Duitsland, waar hij werk kreeg bij het Chemisch Instituut van de universiteit van Berlijn. Onder supervisie van Hermann Emil Fischer ontdekt Hahn in 1907 mesothorium I (228Ra) en het desintegratieproduct mesothorium II (228Ac), alsmede ionium (230Th). In juni 1907, als voorbereiding op zijn habilitatie kwalificeerde Hahn zich privaatdocent aan de universiteit van Berlijn. Op 28 september maakt hij voor het eerst kennis met de uit Wenen overgekomen jonge Oostenrijkse fysicus Lise Meitner, met wie hij in daaropvolgende dertig jaar intensief zou samenwerken.
Vanwege zijn verdiensten werd Hahn in 1910 benoemd tot hoogleraar aan de universiteit van Berlijn. In 1912 werd hij hoofd van de afdeling Radioactiviteit van het pas opgerichte Kaiser Wilhem Institut für Chemie in Berlin-Dahlem. Als opvolger van Alfred Stock was Hahn van 1928 tot 1946 directeur van het instituut.

### Onderzoek met Lise Meitner

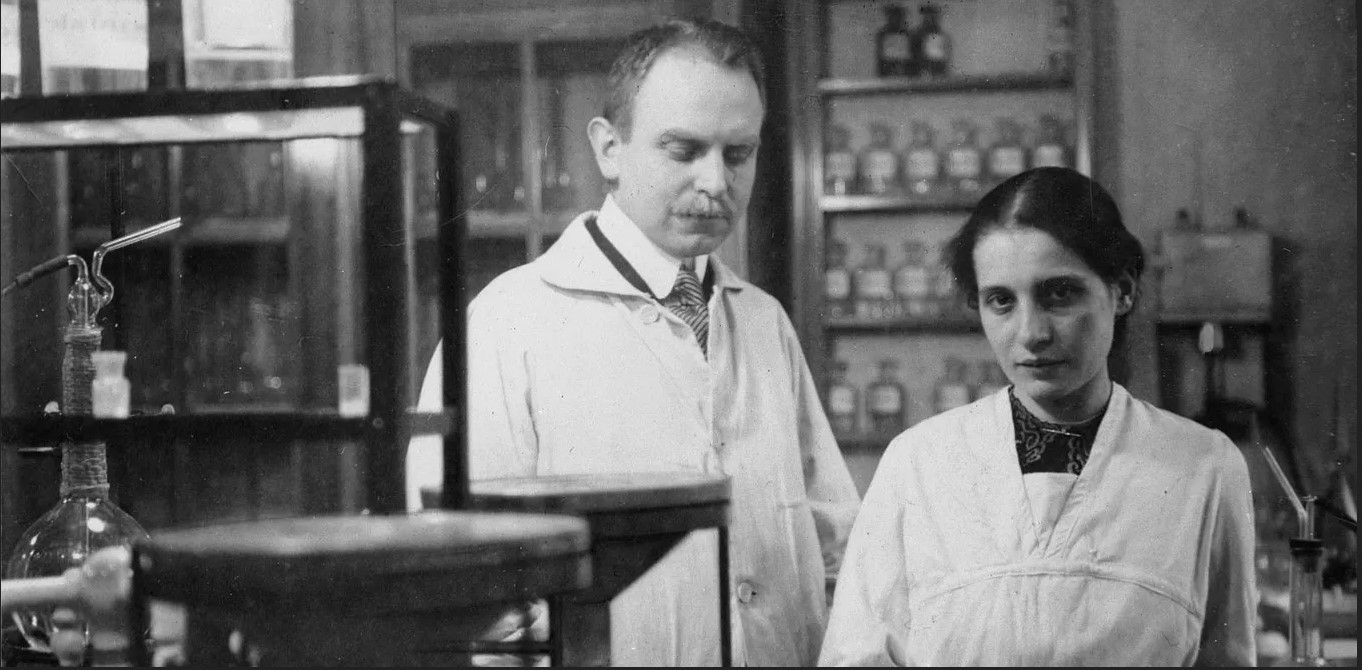
Hahn en Meitner in 1912.

Het splijtingsproces werd in 1938 ontdekt door Otto Hahn, Fritz Strassmann en Lise Meitner in Berlijn. Samen met Lise Meitner isoleerden ze in 1918 als eersten het chemische element uranium-X2 (231Pa) en in 1921 het element uranium-Z (234Pa). De twee elementen waren verschillende isotopen van het nog onontdekte element nummer 91. In 1949 kreeg dit nieuwe element de naam protactinium en Hahn en Meitner werden erkend als de ontdekkers.
Hun onderzoek kreeg een nieuwe impuls nadat de Italiaanse fysicus Enrico Fermi en zijn team te Rome in 1934 nieuwe elementen hadden gecreëerd door atoomkernen te bombarderen met langzame neutronen. In samenwerking met de assistent Fritz Strassmann begonnen Hahn en Meitner een onderzoek naar deze transuranen, elementen met een atoomgetal groter dan 92. Ze stelden een lijst op van isotopen die ontstonden wanneer uranium werd gebombardeerd met neutronen. In drie jaar tijd hadden ze niet alleen Fermi's resultaat bevestigd, maar ook tien nieuwe substanties gevonden.

### Kernsplijting

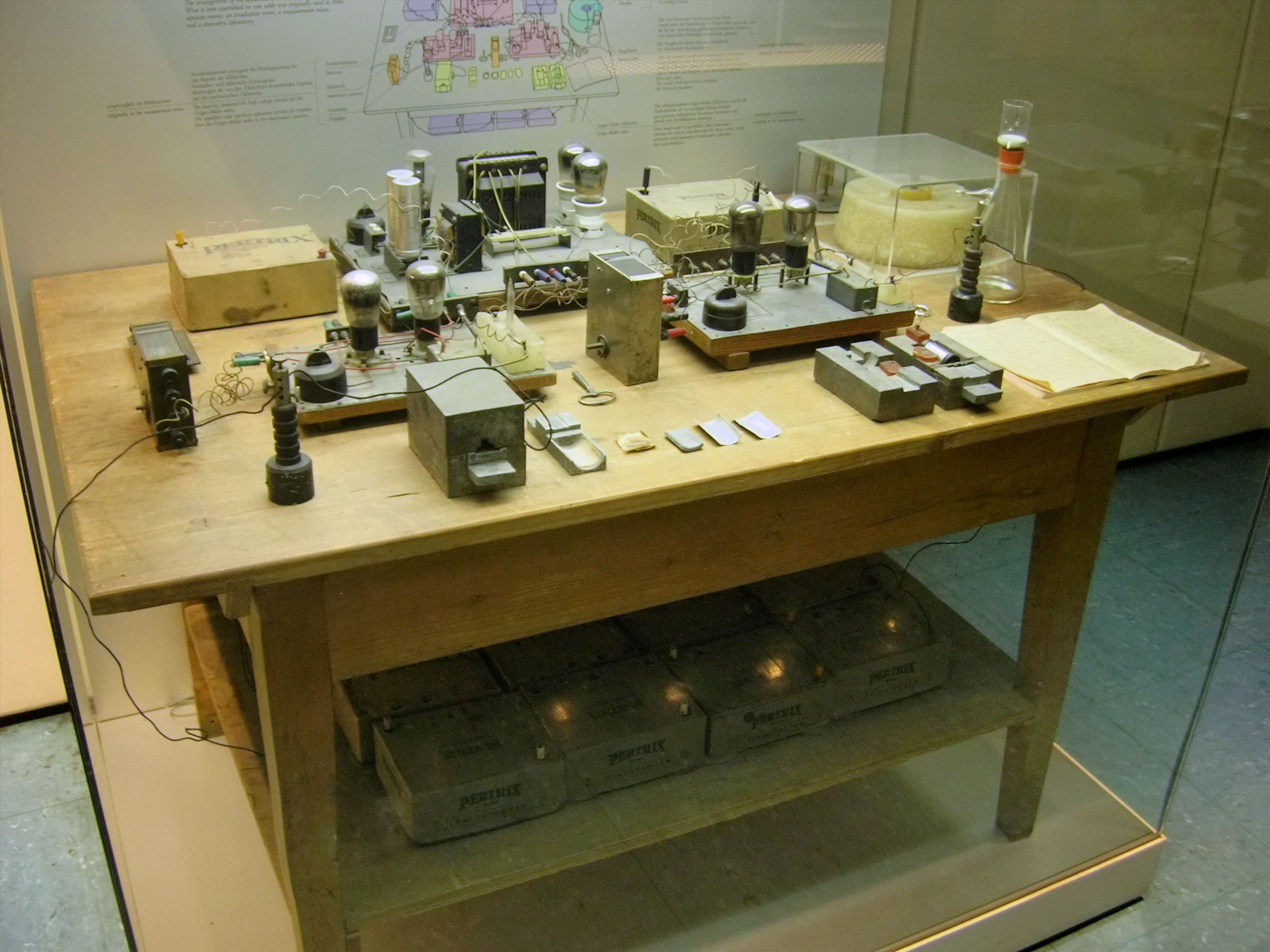
Proefopstelling kernsplijting, reconstructie bij het Deutsches Museum, München.

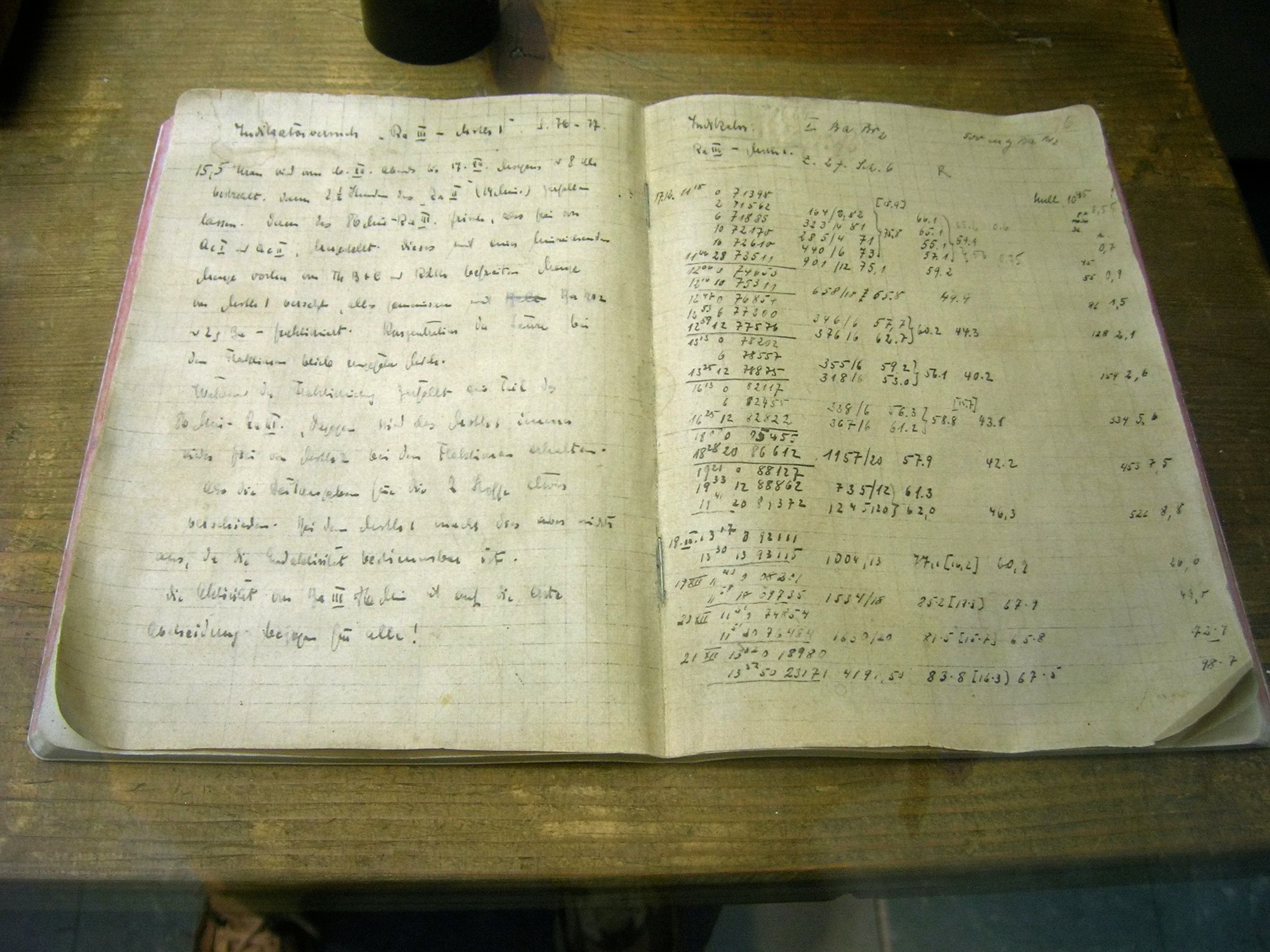
Otto Hahns notitieboek.

Door sterk veranderde politieke situatie in nazi-Duitsland moest Meitner, die van joodse afkomst was, in 1938 het land ontvluchten. Met ondersteuning van Hahn en met de hulp van Dirk Coster wist ze illegaal de Duits-Nederlandse grens over te steken. Terwijl Meitner in ballingschap in Zweden verbleef zette Hahn in Berlijn zijn onderzoek voort.
Nadat Meitner was gevlucht, gingen Hahn en Strassmann verder met hun onderzoek, waarbij ze tot de conclusie kwamen dat een van de substanties een radium- of bariumisotoop moest zijn, twee elementen die chemisch erg op elkaar lijken. Op 13 november 1938 tijdens een clandestiene, geheime ontmoeting in Kopenhagen bespraken Hahn en Meitner de vorderingen op het Berlijnse laboratorium. Meitner suggereerde om verdere testen uit te voeren op de aanwezigheid van radium omdat het radium door dubbel alfaverval uit uranium kan worden verkregen terwijl voor barium geen enkele verklaring bestond.
Met zeer nauwkeurige radiochemische scheidingstechnieken identificeerden Hahn en Strassmann in de producten van de botsingen tussen uraniumatomen en neutronen drie isotopen van barium, ofwel elementen met een atoomgetal van iets meer dan de helft van dat van uranium. Dit resultaat kon Hahn niet verklaren, mede omdat het uiteenvallen van een atoomkern op theoretische gronden als ondenkbaar werd beschouwd.
Voorafgaand aan de publicatie in het tijdschrift Die Naturwissenschaften meldde Hahn op 19 december zijn bevindingen aan Meitner, die kort daarna haar kerstvakantie doorbracht in het Zweedse Kungälv, waar ook haar uit Kopenhagen overgekomen neef Otto Frisch aanwezig was. Op basis van het druppelmodel van Niels Bohr concludeerden Meitner en Frisch dat aangenomen mag worden "dat de collectieve beweging van de deeltjes waaruit de kern is samengesteld in bepaalde gevallen zo heftig verstoord wordt door de beweging van nieuwe energie, dat er een opdeling plaatsvindt van de oorspronkelijke druppel in twee kleinere druppels." Frisch gebruikte de term "splijting" (fission) voor dit proces. Hiermee was het principe van kernsplijting ontdekt.
Op 6 januari 1939 werden Hahns experiment en het vinden van barium gepubliceerd in Die Naturwissenschaften. Vanwege de politieke situatie konden alleen Hahn en Strassmann als auteur genoemd worden en niet Meitner. Meitner en Frisch publiceerden hun bevindingen op 11 februari in het Britse tijdschrift Nature.

### Tweede Wereldoorlog
Ondanks het baanbrekende werk van Hahn op het gebied van kernsplijting was hij tijdens de Tweede Wereldoorlog niet actief betrokken bij het Duitse atoomprogramma. Desondanks werd Hahn na de Duitse overgave in april 1945 door de Alsosgroep in de buurt van Tailfingen gearresteerd en overgebracht naar Farm Hall in Engeland. Daar vernam hij uit de krant dat hem reeds in 1944 de Nobelprijs voor Scheikunde was verleend. Op 3 januari 1946 mocht hij terugkeren naar Duitsland, waar hij president werd van de Kaiser Wilhelm Gesellschaft te Göttingen, waarvan de naam nog datzelfde jaar werd gewijzigd in Max-Planck-Gesellschaft. Hahn zou deze positie tot 1960 behouden.
De laatste jaren van Hahns leven waren gevuld met persoonlijke tragedie. In 1951 werd hij door een ontevreden uitvinder in de rug geschoten. Nauwelijks hersteld van zijn verwondingen werd zijn vrouw Edith Junghans getroffen door een zenuwinzinking. In 1960 verongelukte hun enige zoon Hanno en diens echtgenote bij een auto-ongeluk in Frankrijk, waardoor de zorg over hun zoontje werd toevertrouwd aan Hahn. In de lente van 1968 raakte hij ernstig gewond toen hij uit zijn auto stapte. Zijn gezondheid verslechterde zienderogen tot hij op 28 juli overleed. Zijn vrouw stierf twee weken later.

## Prijzen en erkenning

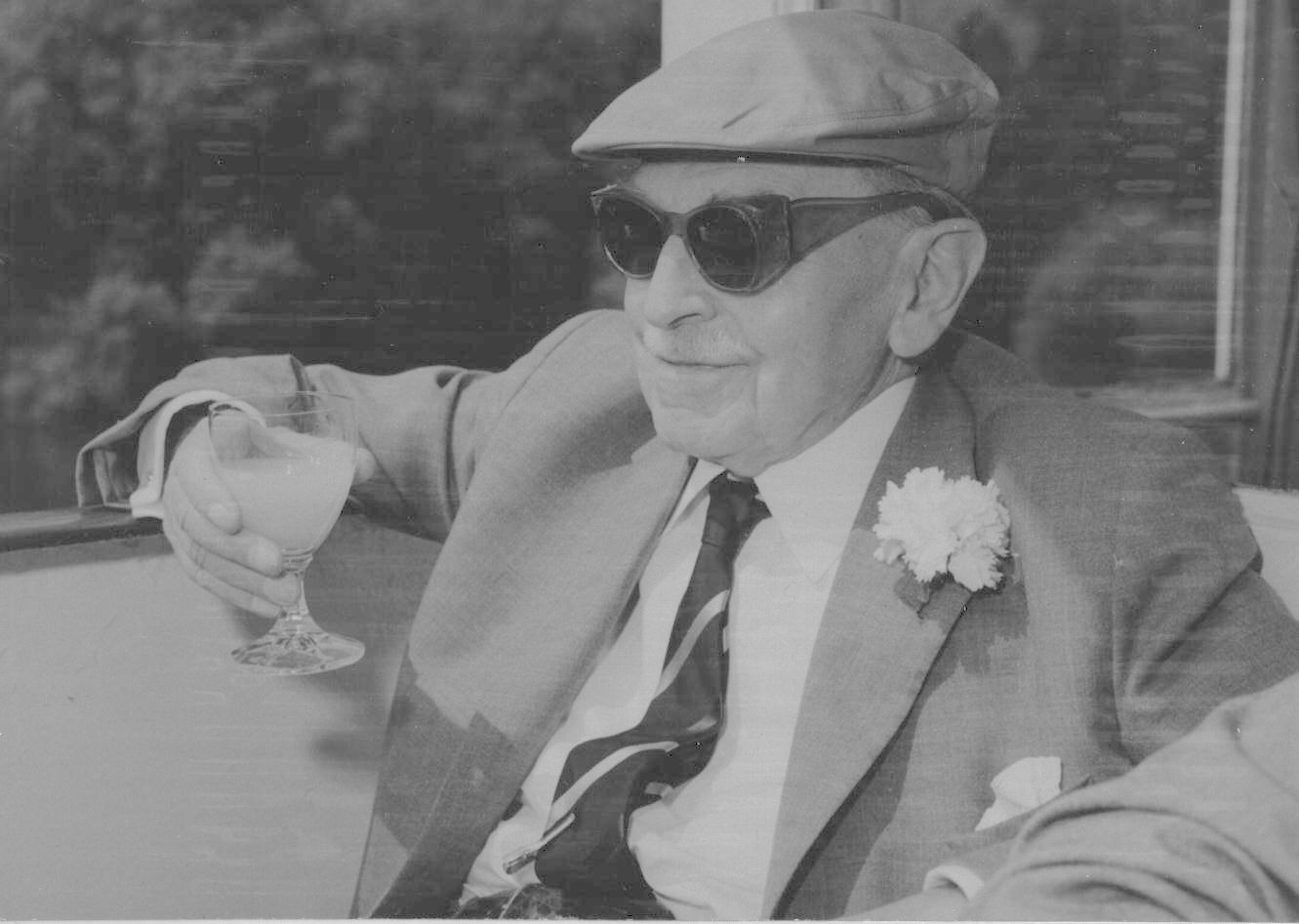
Otto Hahn aan boord van de 'MS Düsseldorf', juni 1965

In de Eerste Wereldoorlog werd Hahn in 1915 onderscheiden met het IJzeren Kruis, 1ste en 2de klasse daarnaast werd hij benoemd tot Ridder in de Huisorde van Hohenzollern (1917) en ontving hij de Saksische Albrechtsorde (1917). In 1944 won hij de Nobelprijs voor Scheikunde voor zijn ontdekking van de kernsplijting.
Hahn ontving veel academische en overheidsonderscheidingen uit alle landen van de wereld voor zijn wetenschappelijke prestaties.
Hij werd als lid of erelid benoemd van 45 Academies en wetenschappelijke verenigingen (zoals de Universiteit van Cambridge, de Physical Society of London, de University College London, de Royal Society in Londen (1957), de academie van Allahabad (India), Bangalore (India), Berlijn, Boston, Boekarest, Kopenhagen, Göttingen, Halle, Helsinki, Lissabon, Madrid, München, Rome, Stockholm, het Vaticaan, Wenen). Hahn ontving daarnaast 37 benoemingen en medailles, zowel nationaal als internationaal, waaronder de gouden medaille Emil Fischer, Cannizzaro, Copernicus, Henri Becquerel, Paracelsus en Hugo Grotius, de Max Planck-medaille, de Faraday Lectureship Prize, een medaille van de Royal Society of Chemistry in Londen, de Harnack-Medaille in goud van het Max-Planck-Gesellschaft en de medaille „bene merenti“ van Roemenië en benoemd in de Orde van Culturele Verdienste van Roemenië. In 1956 ontving hij het gouden kruis van de Griekse Orde van de Verlosser, in 1957 werd hij benoemd in de Orde van het Britse Rijk en in 1959 benoemde President Charles de Gaulle van Frankrijk hem tot Officier in het Legioen van Eer. Hahn werd benoemd in de vredesklasse van de orde Pour le Mérite in 1952, en ontving in 1954 het Grootkruis met Ster en Grootlint in de Orde van Verdienste van de Bondsrepubliek Duitsland, die in 1959 verhoogd werd tot Grootkruis Eerste Klas. In 1961 onderscheidde Paus Johannes XXIII hem met de Gouden Medaille van de Pauselijke Academie van het Vaticaan.
In 1957 werd Hahn benoemd als ereburger van Maagdenburg, in de Duitse Democratische Republiek en in 1958 benoemd als erelid van de Academie van wetenschappen van de USSR (heden ten dage Russische Academie van Wetenschappen) in Moskou, hij wees deze beide onderscheidingen af.
In 1966 onderscheidde President Lyndon B. Johnson van de Verenigde Staten en de United States Atomic Energy Commission hem (samen met Lise Meitner en Fritz Strassmann) met de Enrico Fermi-prijs. Dit is de enige keer dat deze prijs aan niet Amerikanen is toegekend. Hahn werd ereburger van Frankfurt am Main en Göttingen en van Berlijn.
De dag na zijn overlijden publiceerde de Max-Planck-Gesellschaft de volgende necrologie in alle kranten:

"Onze Erepresident Otto Hahn is in zijn 90ste levensjaar op 28 juli heengegaan. Als grondlegger van het atoomtijdperk zal hij de geschiedenis van de mensheid ingaan. Met hem verliest Duitsland een geleerde, die zich onderscheidde door zijn oprechtheid en zijn bescheidenheid. Het Max-Planck-Gesellschaft rouwt om de oprichter, die de taken en tradities van het Kaiser-Wilhelm-Gesellschaft voortzette na de oorlog, en om het verlies van een goed en geliefd mens, die zal voortleven in de herinnering van allen die de kans hadden hem te ontmoeten. Zijn werk wordt voortgezet. Wij herdenken hem met diepe dankbaarheid en bewondering."

Twee keer is een poging gedaan om een element (hahnium) naar hem te vernoemen, namelijk element 105 en 107, die uiteindelijk dubnium en bohrium zijn gaan heten.

## Werken
Boeken geschreven door Otto Hahn in het Duits:
- 1918: Die Muttersubstanz des Actiniums, ein neues radioaktives Element von langer Lebensdauer (samen met Lise Meitner)
- 1926: Was lehrt uns die Radioaktivität über die Geschichte der Erde
- 1936: Angewandte Radiochemie
- 1944: Künstliche Atomumwandlungen und die Spaltung schwerer Kerne. Reeks: Veröffentlichungen des Deutschen Wissenschaftlichen Instituts (DWI) Stockholm, Reihe 3: Naturwissenschaften, Nr. 1. Almquist & Wiksells, Stockholm 1944 (Heft)[4]
- 1948: Von der natürlichen Umwandlung des Urans zu seiner künstlichen Zerspaltung
- 1948: Die Kettenreaktion des Urans und ihre Bedeutung
- 1948: Künstliche neue Elemente
- 1950: Die Nutzbarmachung der Energie der Atomkerne
- 1962: Vom Radiothor zur Uranspaltung. Eine wissenschaftliche Selbstbiographie
- 1968: Mein Leben

In het Engels vertaalde boeken van Otto Hahn:
- 1936. Applied Radiochemistry. Cornell University Press, Ithaca, New York 1936. Humphrey Milford, London 1936. Oxford University Press, Oxford 1936.
- 1950. New Atoms - Progress and some memories. Geredigeerd door W. Gaade. Elsevier Inc., New York-Amsterdam-London-Brussels.
- 1966. A Scientific Autobiography. Introductie door Glenn T. Seaborg. Vertaald en geredigeerd door Willy Ley. Charles Scribner's Sons, New York. British edition: McGibbon and Kee, London 1967.
- 1970. My Life. Voorwoord door Sir James Chadwick. Vertaald door Ernst Kaiser en Eithne Wilkins. Macdonald & Co., London. American edition: Herder and Herder, New York 1970.

## Documentaires
- Otto Hahn (Reihe: Träume, die keine blieben). Regie: Ernst von Khuon. SDR/ARD 1983 (30 min.)
- Lise Meitner (Reihe: Träume, die keine blieben). Regie: Ernst von Khuon. SDR/ARD 1984 (30 min.)
- Otto Hahn. Regie: Wilfried Viebahn. WDR/ARD 1988 (45 min.)
- Otto Hahn. Regie: Wilfried Viebahn. WDR 1988 (15 min.)
- Otto Hahn. Regie: Klaus Dexel. SDR 1988 (45 min.)
- Otto Hahn 1879–1968. Regie: Peter Regenyi. Transtel/Deutsche Welle 1989 (30 min.). In vijf nasynchronisaties – Engels, Spaans, Frans, Portugees, en Arabisch. Het is wereldwijd uitgezonden.
- Otto Hahn und die Kernspaltung (Reihe: Meilensteine der Naturwissenschaft und Technik). Regie: Werner Kiefer. Target/ARD 1992 (15 min.)
- Otto Hahn – 25. Todestag (Reihe: Das historische Stichwort). Regie: Joachim G. Schmidt. BR 1993 (5 min.)
- Otto Hahn und Lise Meitner – Von der Kernspaltung zur Atombombe. Regie: Rhan Gunderlach. Zebra/Deutsche Welle 1995 (30 min.)
- Lise Meitner und Otto Hahn – Regie: Rosemary Reed. BBC 2005. Duitse bewerking: ZDF 2006 (45 min.)
- Otto Hahn – Aus dem Leben eines Nobelpreisträgers in Göttingen 1946–1968. Regie: Matthias Heinzel. Göttinger Tageblatt 2007 (45 min.)

## Film
- Ende der Unschuld. Deutschland 1991 (ARD, 2 Teile, 180 min.). Regie: Frank Beyer. Buch: Wolfgang Menge. Mit Rolf Hoppe (Otto Hahn), Hanne Hiob (Lise Meitner) u. a.

1901: Van 't Hoff ·
1902: E. Fischer ·
1903: Arrhenius ·
1904: Ramsay ·
1905: Baeyer ·
1906: Moissan ·
1907: Buchner ·
1908: Rutherford ·
1909: Ostwald ·
1910: Wallach ·
1911: Curie ·
1912: Grignard, Sabatier ·
1913: Werner ·
1914: Richards ·
1915: Willstätter ·
1918: Haber ·
1920: Nernst ·
1921: Soddy ·
1922: Aston ·
1923: Pregl ·
1925: Zsigmondy ·
1926: Svedberg ·
1927: Wieland ·
1928: Windaus ·
1929: Harden, Euler-Chelpin ·
1930: H. Fischer · 
1931: Bosch, Bergius ·
1932: Langmuir ·
1934: Urey ·
1935: F. Joliot-Curie, I. Joliot-Curie ·
1936: Debye ·
1937: Haworth, Karrer ·
1938: Kuhn ·
1939: Butenandt, Ružička ·
1943: Hevesy · 
1944: Hahn ·
1945: Virtanen ·
1946: Sumner, Northrop, Stanley ·
1947: Robinson · 
1948: Tiselius · 
1949: Giauque ·
1950: Diels, Alder ·
1951: McMillan, Seaborg ·
1952: Martin, Synge ·
1953: Staudinger ·
1954: Pauling ·
1955: Vigneaud ·
1956: Hinshelwood, Semjonov ·
1957: Todd ·
1958: Sanger ·
1959: Heyrovský ·
1960: Libby ·
1961: Calvin ·
1962: Perutz, Kendrew ·
1963: Ziegler, Natta ·
1964: Hodgkin ·
1965: Woodward ·
1966: Mulliken ·
1967: Eigen, Norrish, Porter ·
1968: Onsager ·
1969: Barton, Hassel ·
1970: Leloir ·
1971: Herzberg ·
1972: Anfinsen, Moore, Stein · 
1973: E.O. Fischer, Wilkinson · 
1974: Flory ·
1975: Cornforth, Prelog ·
1976: Lipscomb ·
1977: Prigogine · 
1978: Mitchell ·
1979: Brown, Wittig ·
1980: Berg, Gilbert, Sanger ·
1981: Fukui, Hoffmann ·
1982: Klug ·
1983: Taube ·
1984: Merrifield ·
1985: Hauptman, Karle ·
1986: Herschbach, Lee, Polanyi ·
1987: Cram, Lehn, Pedersen ·
1988: Deisenhofer, Huber, Michel ·
1989: Altman, Cech ·
1990: Corey ·
1991: Ernst ·
1992: Marcus ·
1993: Mullis, Smith ·
1994: Olah ·
1995: Crutzen, Molina, Rowland ·
1996: Curl, Kroto, Smalley ·
1997: Boyer, Walker, Skou ·
1998: Kohn, Pople ·
1999: Zewail ·
2000: Heeger, MacDiarmid, Shirakawa ·
2001: Knowles, Noyori, Sharpless ·
2002: Fenn, Tanaka, Wüthrich ·
2003: Agre, MacKinnon ·
2004: Ciechanover, Hershko, Rose ·
2005: Grubbs, Schrock, Chauvin ·
2006: Kornberg ·
2007: Ertl ·
2008: Shimomura, Chalfie, Tsien ·
2009: Steitz, Yonath, Ramakrishnan ·
2010: Heck, Negishi, Suzuki ·
2011: Shechtman ·
2012: Kobilka, Lefkowitz ·
2013: Karplus, Levitt, Warshel ·
2014: Betzig, Hell, Moerner ·
2015: Lindahl, Modrich, Sancar ·
2016: Sauvage, Stoddart, Feringa ·
2017: Dubochet, Frank, Henderson · 
2018: Arnold, Winter, Smith ·   
2019: Goodenough, Whittingham, Yoshino ·
2020: Charpentier, Doudna ·
2021: List, MacMillan ·
2022: Bertozzi, Meldal, Sharpless ·
2023: Bawendi, Brus, Jekimov ·
2024: Baker, Hassabis, Jumper